# Lijst van burgemeesters van Helmond
Dit is een lijst van burgemeesters van de Nederlandse gemeente Helmond in de provincie Noord-Brabant.
| Ambtsperiode | Naam burgemeester                                                 | Partij of stroming | Bijzonderheden                     |
| ------------ | ----------------------------------------------------------------- | ------------------ | ---------------------------------- |
| 1810 - 1814  | Mr. Carel Frederik II Wesselman, heer van Helmond                 |                    | maire; in 1841 werd hij jonkheer   |
| 1814 - 1832  | Jan Jacob van der Foelart                                         |                    |                                    |
| 1832 - 1848  | Franciscus Timmermans                                             |                    |                                    |
| 1848 - 1874  | Franciscus Wilhelmus van den Dungen                               |                    |                                    |
| 1875 - 1883  | Godefridus de Raad                                                |                    |                                    |
| 1883 - 1912  | Andreas Hubertus van Hoeck                                        |                    |                                    |
| 1913 - 1937  | Marinus Petrus Wilhelmus van Hout                                 |                    |                                    |
| 1937 - 1943  | Antonius Josephus Wilhelmus Matheus Moons                         |                    |                                    |
| 1943 - 1944  | Harmen Adriaan Maas                                               | NSB                |                                    |
| 1944 - 1955  | Antonius Josephus Wilhelmus Matheus Moons                         |                    |                                    |
| 1955 - 1965  | Josephus Cornelis Maria Sweens                                    | KVP                |                                    |
| 1966 - 1986  | Mr. Jacques (Jacobus Alexander) Geukers                           | KVP/CDA            | Voorheen burgemeester van Bolsward |
| 1986 - 2002  | Mr. Wim (Wilhelmus Johannes Bernardus Maria) van Elk              | CDA                |                                    |
| 2002 - 2012  | Drs. Fons (Alphonsus Antonius Martinus) Jacobs                    | CDA                |                                    |
| 2012 - 2024  | Elly (Petronella Johanna Maria Godefrida) Blanksma-van den Heuvel | CDA                |                                    |
| 2024 - heden | Mr. Sjoerd (Sjoerd Cornelis Clemens Maria) Potters                | VVD                |                                    |